# Inundarea Salinei Praid din 2025
Inundarea Salinei Praid din 2025 reprezintă un eveniment hidrologic și geologic din luna mai 2025 în urma căruia, orizonturile de exploatare și zona turistică ale minei de sare aflată în localitatea Praid din județul Harghita au fost inundate până la nivelul râului Corund. Aceasta a fost cauzată de creșterea debitului râului în urma ploilor din mai 2025, fapt care a făcut ca măsurile existente de combatere a infiltrațiilor apelor de suprafață în salină să fie insuficiente.
Evenimentul nu a fost unul singular, fiind precedat de altele similare de nivel inferior în anii 1970, 2016, 2022 și 2024 (dintre care cel din anii 1970 a fost cel mai important).

## Context preexistent

| “                         | Dacă o să spuneți că Salrom exploatează și monumente naturale precum salinele destinate activității balneoclimaterice și turistice, se vede treaba că nu prea au avut grijă de aceste monumente. În definitiv, problema nu este o inundație neașteptată, ci faptul că o serie de măsuri de protecție hidrologică au fost ignorate pentru mulți ani. | ” |
| — Radu Rizoiu, iulie 2025 | |   |

### Hidrologic
Râul Corund are lungimea de 23 km, iar bazinul său hidrografic are o suprafață de 136 km2.
În arealul puțurilor minelor vechi Dózsa și Iosif a fost edificat un dig de protecție  pe malul drept al Corundului, în partea vestică a zonei rezervației Muntele de sare Praid.

### Hidrogeologic
Activitatea de evacuare a apei din subteran constituia o activitate curentă a Salinei Praid, drept efect al infiltrării apelor meteorice în minele vechi. Această apă sărată se acumula în bazine și jompuri și era pompată în râul Târnava Mică prin intermediul băilor sărate sau evacuată separat, rezultând un volum  maxim estimat la nivelul anului 2019 de circa 136,6 mc/zi și mediu estimat de 35,6 mc/zi, din care jompurile Nr. 1 (Gida și Suksod) funizau 4,1 mc/zi, Nr. 2 (Dózsa și Telegdy) 6,8 mc/zi și fosta mină Elisabeta 24,7 mc/zi. În ce privește mina Elisabeta, de unde apele erau evacuate printr-o galerie veche, sursa acestora nu era numai meteorică ci și de la nivelul primului nivel acvifer de pe Dealul Sării. Volumului apelor de infiltrație (dependent de precipitații și de nivelul hidrostatic al apelor din zonă) li se adăuga  apa rezultată prin condens pe suitoarele de aeraj.
În 2007, s-au realizat la Praid studii geochimice și geofizice (geoelectrice) în vederea aprecierii situației hidrogeologice, precum și riscului potențial de pătrundere a apelor de suprafață în salină prin zona vechilor exploatări miniere. Aceste studii au indicat faptul că apa de suprafață a râului Corund, datorită compoziției sale chimice avea o capacitate de dizolvare ce amplifica riscul producerii unor „ferestre” hidrogeologice, ceea ce creștea probabilitatea inundării lucrărilor subterane. La un nivel apropiat de stratul de brecie a sării, o tomografie geolectrică⁠(d) a arătat o suprafață destul de extinsă cu anomalii de rezistivitate scăzută formată din două porțiuni situate la vest, nord-vest și est față de puțul Dózsa care, sugera existența unor formațiuni geologice cu umiditate ridicată. S-au propus ca soluții de prevenire a daunelor determinate de infiltrarea apei râului Corund, în corpul de sare subteran, înființarea a trei stații de monitorizare hidrologică și geomorfologică pe râu, iar în caz de evidențiere a unui risc crescut de inundare, devierea acestuia.
În zona puțurilor minelor vechi Dózsa și Iosif sunt consemnate anterior de anii 2021–2024 goluri de sufoziune, la nivelul cărora se practica rambleierea cu dopuri betonate și argilă compactată.

### Geologic
Sub aspectul compoziției, masivul de sare de la Praid are un aspect macro- și microcristalin, cu impurități constând din dispersii mecanice și sinergice de tip argile, șisturi argiloase, gresii, calcare cristaline și altele, sub formă de impregnări, intercalații, incluziuni stratiforme sau pachete de dimensiuni variabile.
Exploatarea recentă a sării, în camere mici cu piloni dreptunghiulari (Mina Nouă) și camere mici cu piloni pătrați (Telegdy) a fost începută sub minele vechi, sub care a fost lăsat un pilon de siguranță cu o grosime de 40 metri. În cazul zăcământului de la Praid, odată cu creșterea adâncimii de exploatare peste 300 de metri s-a remarcat o amplificare a solicitărilor⁠(d) și deformărilor⁠(d) rocii, accentuată în jurul exploatărilor și mai precis la structurile de rezistență (piloni și tavane), care depășesc rezistența limită a masivului. Aceste zone, cu geometrii care provoacă concentrarea solicitărilor în perimetrul camerelor de exploatare, conduc la fisuri și implicit reducerea capacității portante⁠(d) a structurilor și uneori la prăbușiri locale. Metoda de exploatare recentă a fost cea de perforare și împușcare, cu efect distructiv asupra structurilor de rezistență a minelor și cu necesitatea creșterii dimensiunilor pilonilor și tavanelor odată cu adâncimea.
În urma unui studiu din 2008 ce a analizat proprietățile geomecanice⁠(d) ale golurilor de exploatare din zăcământ, a rezultat că acestea sunt în general stabile după analizele de laborator, dar situația la fața locului era diferită. Astfel, mina József (exploatată în cameră de tip clopot) se prezenta cu tavanul prăbușit, în timp ce restul exploatărilor prezentau fenomene locale de prăbușire a rocii la colțuri, tavane și piloni, cu o creștere în timp, dar stabilitatea acestora era considerată a fi bună. Minele Párhuzamos, cu o vechime de 138 de ani, și Dózsa György, de 59 de ani, ambele fiind exploatate în camere mari trapezoidal-dreptunghiulare, se prezentau cu o stabilitate foarte bună. Ca perspectivă viitoare, utilitatea acestor golurilor stabile putea fi concretizată în muzee, sanatorii și baze turistice. Zona cea mai expusă distrugerii era cea situată sub pilonul central al minelor vechi situate la o adâncime mai mare de 300 metri, precum și mina József, prin potențiale distrugeri de tip efect domino⁠(d). Prăbușirile locale se situau ca surse probabile de prăbușire a minelor ca întreg.
Un studiu de fezabilitate făcut în anul 2020 de către Universitatea din Petroșani, a evidențiat că dată fiind creșterea adâncimii de exploatare la peste 300 de m la Salina Praid, solicitarea structurilor de rezistență (pilieri și planșee) era excesivă, depășind limitele de rezistență a masivului de sare gemă. Efectele de amplificare a stării de tensiuni și deformații urmau să se concretizeze prin distrugeri ale continuității masivului de sare (fisuri și crăpături) în zonele cu geometrie favorabilă concentratorior de tensiuni. Drept efect urma să scadă capacitatea portantă a pilierilor și planșeelor și uneori să apară desprinderi locale de sare pe contur. Aceste fenomene erau amplificate de efectele cumulative ale undelor seismice generate de detonarea repetitivă și sistematică a peste 200 de kg de explozivi la interval de 1–3 zile. Efectul lor cumulativ se traducea prin distrugerea integrității structurilor de rezistență pe o adâncime de mai mult de 0,75–1 metru în roca de sare, cea ce impunea creșterea dimensiunii pilierilor și planșeelor peste dimensiunea necesară cu partea degradată datorită detonării explozivilor (fenomene echivalente cu cutremure de gradul 4–5 pe scara Richter). Unica soluție eficientă recomandată de studiul din 2020 al Universității din Petroșani, pentru rezolvarea problemelor de stabilitate, a fost renunțarea la acțiunile de derocare a sării geme prin folosirea explozivilor.
Într-un studiu din anul 2010 al IPROMIN București s-a evaluat oportunitate schimbării tehnologiei de exploatare, urmând ca procesul de continuare al exploatării să se facă prin folosirea unei combine miniere cu atac punctual, procesul de selecție a unui versiuni de combină care să fie recomandată fiind finalizat, în anul 2012, tot de către Universitatea din Petroșani. Exploatarea prin perforare și împușcare în vederea derocării, în sectorul nou la cota +188 m și în mina Telegdy la cota +432, era încă avizată în anul 2021. Într-un nou studiu din același an (2021) s-a reconfirmat necesitate de înlocuire a metodei de exploatare de la acel moment prin perforare și împușcare, cu efect distructiv asupra structurilor de rezistență a minelor, cu un excavator de tăiere a sării și cu încărcător frontal. Efectul ar fi fost benefic atât prin eliminarea distrugerilor structurilor de rezistență, cât și prin recuperarea sării din rezervele lăsate în pilonii și tavanele supradimensionate pentru metoda anterioară. În luna decembrie 2022 o asemenea combină a intrat în funcțiune, la Praid.

## Cronologia evenimentelor
Luându-se în considerare riscul inundațiilor, la 30 aprilie s-a semnat contractul de prestări servicii de proiectare actualizarea studiului de fezabilitate pentru obiectivul mixt de investiții „Mărirea gradului de protecție împotriva inundațiilor în bazinul hidrografic Mureș prin ridicarea clasei de importanță a infrastructurii existente de apărare”, obiectiv de investiții conform Directivei 2007/60/CE, H.G. 846/2010 și Hotărârii Nr. 1566 din 4 decembrie 2024, însă conform acestuia zona râului Corund nu era prioritară. Conform contractului, erau vizate posibilele inundații ale localităților Ocna Mureș, Sărăcsău, Șibot, Vurpăr, Vințu de Jos și Tiur din județul Alba, Ilia, Săcămaș și Brâznic din județul Hunedoara, Chelmac, Lalașinț și Ususău din județul Arad.
La 5 mai Administrația Națională de Meteorologie (ANM) a emis o alertă de instabilitate atmosferică ridicată pentru intervalul 5–8 mai, prin averse torențiale, pe unele arii putând cădea până la 50 L/m2 de ploaie. Județele  Harghita și Mureș fiind în zona galbenă, însă în 6 mai acestea erau considerate în zona verde.
La 6 mai, pentru a evacua o parte din apa râului Corund, care creștea, Administrația Bazinală a Apelor Mureș (ABA Mureș) a amplasat în rezervația naturală Muntele de sare Praid trei pompe cu debit mare, una a sa, și câte una primită de la Administrația Bazinală a Apelor Olt (ABA Olt, Harghita) și Administrația Bazinală a Apelor Crișuri (ABA Crișuri, Alba).
În 11 mai acestea refulau apa prin tuburi gofrate cu diametrul de 800 mm în albia veche a râului Corund. Brațul din dreapta a fost golit, a fost betonată o parte și s-au instalat geomebrane de protecție, după care s-a reluat curgerea apei prin brațul drept. Debitul de apă infiltrat în salină a scăzut. Combustibilul și materialele necesare au fost asigurate de Salrom.
Lucrările au continuat cu intervenții pe brațul din stânga, care a fost afectat de sufoziuni: astuparea golurilor cu argilă și beton, etanșarea cu geomembrane, aducerea la cotă a malurilor. Deoarece debitul apei scăzuse mult, motopompele au fost oprite. Debitul infiltrat în salină era la nivelul normal.
La 14 mai ANM a emis o nouă alertă de instabilitate atmosferică cu averse pentru 15 mai, pe unele arii putând cădea pînă la 35 L/m2 de ploaie. Județele  Harghita Mureș fiind din nou în zona galbenă. Totuși, nivelul apelor nu a depășit 50 cm pe mira locală, iar în 20 mai situația era stabilă.
La 27 mai ANM a emis o alertă de instabilitate atmosferică cu averse pentru intervalul 27–29 mai, În județul Harghita (cod portocaliu) putând cădea până la 80 L/m2 de ploaie, iar Institutul Național de Hidrologie si Gospodarire a Apelor (INHGA) a emis o alertă de cod roșu de inundații pentru 7 și 8 mai inclusiv pe râul Corund. Deși în seara de 26 mai nivelul pe mira locală era de 50 cm, corespunzător unui debit de apă de 6 m3/s, în dimineața de 27 mai, la ora 6:00, nivelul pe mira locală era de 140 cm, corespunzător unui debit de 25 m3/s și era în creștere rapidă, la ora 9:00 ajungând la 250 cm, corespunzător unui debit de 52,6 m3/s. În zona de risc debitul atingea 60 m3/s, eveniment probabil să apară o dată la 10 ani. Capacitatea de tranzit a fost depășită, iar apa a început să curgă din nou în salină. Apa a ajuns la motopompe, astfel că acestea au trebuit retrase. La ora 15:00 nivelul pe miră era de 120 cm, corespunzător unui debit de 18,8 m3/s. Totuși, intervenția nu s-a putut relua din cauza pericolului pentru personal. La 28 mai, ora 12:00 nivelul pe miră era de 90 cm, corespunzător unui debit de 12,1 m3/s.
Deși salina era inundată până la cota +482 m, lucrările au continuat, pentru a preveni prăbușirea planșeului unei vechi galerii a Salinei. A fost realizată o linie de apărare de c. 750 m, formată din 500 m de panouri metalice și 14.000 de saci de nisip.
În aceste condiții, alerta de cod portocaliu din 7–8 iunie nici nu a mai contat.

## Episodul „castorii”
Pentru stoparea inflitrațiilor apelor de suprafață și a scurgerii lor în mină trebuiau efectuate lucrări de betonare și impermeabilizare a cursului de apă pe toată lungimea masivului de sare. Lucrările de regularizare a pârâului, au început în 2012 dar nu au fost finalizate deoarece „o familie de castori le-ar fi determinat pe autorități «să aibă mare grijă» și să nu intervină”. În 2016 guvernul României alocase din fondul de rezervă suma de 130 de milioane de lei pentru devierea pârâului Corund. Din suma alocată trebuia efectuată și consolidarea pereților și creat un lac, însă lucrările au fost tărăgănate invocând protecția populației de castori, idee reluată de ministrul din 2025 al Ministerul Economiei, Antreprenoriatului și Turismului, Bogdan Ivan, care a făcut afirmația că lucrările de deviere a cursului pârâului Corund ar fi fost împiedicate de activiștii de mediu care vizau protejarea populației de castori din zonă ca pretext pentru lipsa intervențiilor care ar fi putut preveni dezastrul din 2025, în condițiile în care situația de risc era cunoscută încă din 2007, iar lucrările începute în 2012 au fost stopate.
ONG-ul Propark-Fundația pentru Arii Protejate, care a elaborat planurile de management pentru toate site-urile Natura 2000 din zona salinei afirmă că „nu există dovezi sau documente care să indice că o familie de castori ar fi împiedicat vreun proiect de deviere a râului din apropierea Salinei Praid” și că legal se permit intervenții de urgență acolo unde este necesar, inclusiv în cazul speciilor protejate, cum este castorul. În plus, dacă este necesar, legea permite obținerea rapidă de derogări pentru relocare în astfel de situații.
Ministrul economiei care i-a urmat lui Bogdan Ivan, Radu Miruță, a declarat că responsabilitatea inundării salinei nu poate fi atribuită castorilor, ci, conform raportului corpului de control al prim-ministrului, la Salrom, Apele Române și ANRM, care, deși cunoșteau situația, și-au declinat responsabilitatea. Tot el a afirmat că prejudiciul ar putea fi urmărit.